# Киссас, Анастасиос
Анастасиос Киссас (греч. Αναστάσιος Κίσσας; 18 января 1988, Никосия, Кипр) — кипрский футболист, вратарь клуба «Неа Саламина». Выступал за сборную Кипра.

## Биография

### Клубная карьера
Воспитанник клуба АПОЭЛ. К основному составу начал привлекаться с 2005 года и провёл в клубе более 10 лет, однако всё это время оставался запасным вратарём команды и сыграл лишь 18 матчей в чемпионате страны. В составе АПОЭЛ является шестикратным чемпионом Кипра. Летом 2016 года подписал контракт с лимасольским «Аполлоном».

### Карьера в сборной
Дебютировал за сборную Кипра 16 ноября 2010 года в товарищеском матче со сборной Иордании, в котором вышел на замену на 54-й минуте вместо Антониса Георгаллидеса. Несмотря на отсутствие постоянной игровой практики в клубе, активно приглашался в сборную вплоть до 2016 года, однако в сборной также исполнял роль запасного вратаря. Сыграл в национальной команде 12 матчей и пропустил 17 голов.

## Достижения
АПОЭЛ
- Чемпион Кипра (6): 2008/2009, 2010/2011, 2012/2013, 2013/2014, 2014/2015, 2015/2016
- Обладатель Кубка Кипра (3): 2007/2008, 2013/2014, 2014/2015

«Аполлон» Лимасол
- Обладатель Кубка Кипра: 2016/2017